# Herb Nigerii

Herb Nigerii

Herb Nigerii został ustanowiony 20 maja 1960 roku przez królową Elżbietę II. W niezmienionej poza mottem formie funkcjonuje do chwili obecnej pomimo zaistniałych zmian politycznych.

## Opis
W czarnym polu tarczy srebrne faliste godło przypominające swoim kształtem figurę zaszczytną zwaną „rosochą”. Tarczę zwieńcza biało-zielony zawój. W klejnocie czerwony orzeł w prawo. Herb oparty na postumencie w formie ukwieconego trawnika, z zamieszczoną na szarfie dewizą będącą narodowym mottem Nigerii: Unity and Faith, Peace and Progress („Jedność i Wiara, Pokój i Postęp”; do 1978 roku: Peace, Unity, Freedom – „Pokój, Jedność, Wolność”).
Herb podtrzymują dwa wspięte białe rumaki.

## Symbolika elementów herbu
Srebrna figura w kształcie litery Y symbolizuje dwie główne rzeki przepływające przez Nigerię: Niger i Benue. Są one głównymi śródlądowymi nigeryjskimi ciekami wodnymi, które zlewają się w mieście Lokoja.
Czarna tarcza stanowi aluzję do żyznej gleby Nigerii, podczas gdy dwa konie reprezentują godność mieszkańców kraju. Orzeł reprezentuje siłę. Kwiaty na trawiastym postumencie to kostowce z gatunku Costus spectabilis będącego narodowym kwiatem Nigerii i spotykanego na całym jej obszarze.